# Голубева, Валентина Ивановна
Валенти́на Ива́новна Го́лубева (род. 14 ноября 1954, Минск, Белорусская ССР) — белорусская специалистка в области связей с общественностью и политического консалтинга, бизнес-тренер, участница телевизионной игры «Что? Где? Когда?», обладательница двух наград «Хрустальная сова», капитан первой в истории телеклуба женской команды.

## Образование и профессиональная деятельность
Окончила факультет прикладной математики Белорусского государственного университета.
Кандидат технических наук.
Была доцентом Белорусской государственной политехнической академии. Ведущая спецкурса «Культура лидерства и тим-билдинг» на кафедре мировой литературы и культуры МГИМО.
С 1995 по 2005 годы работала в штабах избирательных кампаний в выборные органы различных уровней.
Была кандидатом в депутаты Верховного совета Беларуси на выборах 28 мая 1995 года. Занимала пост директора по развитию российского филиала «Destini Financial Group», директора по стратегии и развитию консалтинговой фирмы «БюроАкцент», директора по стратегии и развитию Центра развития управленческих технологий. С апреля 2006 года занимала пост исполнительного директора Ассоциации компаний-консультантов в сфере общественных связей (АКОС-ICCO).

## Участие в телепрограмме «Что? Где? Когда?»
Согласно сайту телекомпании «Игра-ТВ», Валентина Голубева захотела попасть за игровой стол потому, что заочно влюбилась в одного из игроков программы. Отправив письмо в редакцию программы, она сумела пройти отборочный тур и впервые приняла участие в телеигре 29 декабря 1982 года.
В 1985 году Голубева стала капитаном чисто женской команды, впервые сформированной в клубе, и с тех пор играла только в качестве капитана. Всего провела в клубе около 30 игр и является одним из лидеров по проценту одержанных побед. В 2003 году завоевала сразу две «Хрустальные совы» — в летней и осенней сериях игр. Последнюю игру в клубе сыграла в осенней серии 2005 года как капитан, игра окончилась проигрышем. Периодически присутствует в клубе в качестве зрителя.

## Участие в телешоу «Форт Боярд»
Валентина Голубева приняла участие в телешоу «Форт Боярд» в сезоне 2013 года в составе команды «Разнорабочие» Юрия Грымова, в итоге ставшей победительницей сезона, выиграв все три своих игры.